# My stay in sendai
my stay in sendaiはイ・スヨンの4枚目のアルバム。仙台の叙情的な古い家屋、蓮の池を背景にしたイ・スヨンの写真がジャケットにあしらわれている。音楽が仙台にちなんでいるわけではない。
「ラララ」はホテルビーナスの挿入曲に使用された。

## トラック
1. Intro
2. 라라라（ラララ）
3. Phantom of Love
4. Another Days
5. 마중
6. 두근두근
（神話のキム・ドンワンが一部参加）
7. Interldue1
8. I am Free (without you)
9. 빚
10. Good Bye
11. 이별
12. 작별
イ・ソウン1集からカヴァー。
13. 흰눈이 오면（白い雪が降れば）
キム･ゴンモ4集からカヴァー。
14. Interlude2
15. 얼마나 좋을까（素敵だね）
RIKKIのカヴァー。ファイナルファンタジーX (International version) O.S.T。
16. 그녀에게 감사해요（「2001 Live 그녀에게 감사해요」より）
17. 나를 지켜주세요
明星王后 O.S.T。
18. 라라라 Instrumental